# Выдрица (приток Оршицы)
Вы́дрица (бел. Вы́дрыца) — река в Белоруссии, левый приток Оршицы, протекает по Дубровенскому и Оршанскому районам Витебской области. Длина реки — 16,6 км, площадь водосбора 139 км². Уклон реки — 0,8 м/км.
Начинается из торфяного карьера недалеко от посёлка Осинторф. Река на всём протяжении канализирована, впадает в Оршицу у посёлка Ореховск.